# جوش داسيلفا
جوش داسيلفا (مواليد 23 أكتوبر 1998) هو لاعب كرة قدم إنجليزي يلعب في مركز خط الوسط في نادي برينتفورد.

## روابط خارجية
- جوش داسيلفا على موقع الاتحاد الأوربي (الإنجليزية)
- جوش داسيلفا على موقع قاعدة بيانات كرة القدم.إي يو (الإنجليزية)
- جوش داسيلفا على موقع Soccerbase.com (لاعب) (الإنجليزية)
- جوش داسيلفا على موقع Soccerway.com (الإنجليزية)
- جوش داسيلفا على موقع عالم كرة القدم.نت (الإنجليزية)